# Don Grolnick
Don Grolnick (23 de septiembre de 1948 - 1 de junio de 1996) fue un pianista estadounidense de pop, jazz y jazz fusion.

## Biografía
El primer instrumento de Don Grolnick fue el acordeón, que cambió en edad muy temprana por el  piano para pasar a sumergirse en los sonidos del blues, del bebop y del post-bop. Las primeras piezas de Grolnick, escritas en su adolescencia, revelaban ya la influencia de grandes del jazz como Erroll Garner, Cannonball Adderley, Horace Silver, Miles Davis, John Coltrane, Bill Evans, Sonny Rollins, Bobby Timmons, Ray Charles, Wynton Kelly, Herbie Hancock, o McCoy Tyner.
Durante sus días de estudiante, Grolnick (que acabaría licenciándose en Filosofía por la Tufts University) conoció al saxofonista Michael Brecker, quien en 1969 lo invitó a Nueva York para participar en el legendario grupo de jazz fusion Dreams. En 1975 Grolnick formó parte de la primera formación de The Brecker Brothers, y cuatro años más tarde hizo lo propio con Steps (luego rebautizados como Steps Ahead), grupos en los que tanto las composiciones de Grolnick como su estilo pianístico jugaban un importante papel.
A principios de los 80, Grolnick decide poner en marcha un proyecto bajo su nombre, proyecto que acaba cristalizando en el álbum Hearts and Numbers de 1983, un disco de jazz-fusion que contaba con músicos del calibre de Michael Brecker, Peter Erskine o Hiram Bullock. En 1989 sale a la luz bajo el prestigioso sello Blue Note Weaver of Dreams, un segundo trabajo para cuya grabación Grolnick contaba nada más y nada menos que con Michael Brecker, Randy Brecker, Barry Rogers, Bob Mintzer, Peter Erskine, y con el bajista Dave Holland. El disco se insertaba en la mejor tradición post-bop contemporáneo y ha sido reconocido por la crítica como el mejor de los trabajos de Grolnick. En 1992, tras contraer matrimonio con la cantante de jazz Jeanne O'Connor vería la luz Nightown, su segundo trabajo bajo el sello Blue Note, y finalmente, en 1995 Medianoche, un disco en clave latina que contaba con el respaldo de un manífico elenco de músicos y que resultaría la última de las grabaciones en estudio del artista.
Durante toda su vida Don Grolnick llevó a cabo una incansable actividad como músico de sesión, como arreglista y compositor de música para cine y televisión y como productor musical. Grolnick falleció en 1996 a causa de un linfoma no-Hodgkin.

## Estilo y valoración
A pesar del talento musical que destilaba en todas sus facetas, ampliamente reconocido por colegas y críticos (Michael Brecker se refería a él como "mi mentor" y James Taylor decía que era "el mejor músico que he conocido"
, Don Grolnick fue un pianista más bien infravalorado en su tiempo.
Como músico de sesión, el piano de Grolnick puede oírse en infinidad de grabaciones de todo tipo, y no sólo dentro del ámbito del jazz, pues el pianista fue un acompañante habitual de artistas como Carly Simon o Linda Ronstadt. Su London Concert, grabado cuando el pianista se encontraba gravemente enfermo y editado póstumamente, es una buena muestra del enorme talento de este poco conocido artista

## Colaboraciones
Algunos de los artistas con los que Don Grolnick ha efectuado grabaciones o giras son Joe Farrell, George Benson, Peter Erskine, David Sanborn, John Scofield, Mike Stern, Bob Mintzer, Michael Brecker, Randy Brecker, Steps Ahead, Mike Mainieri, Marty Ehrlich, Robin Eubanks, Linda Ronstadt, Steely Dan, Bonnie Raitt, James Taylor, Bob Berg, Gato Barbieri, Ashford & Simpson, Dreams, Roberta Flack, Bette Midler, Steve Khan, Manhattan Transfer, Aaron Neville, Michael Franks, Phoebe Snow, Paul Simon o Ringo Starr.

## Discografía seleccionada

### En solitario
- 1983 - Hearts and Numbers. Hip Pocket
- 1990 - Weaver of Dreams. Blue Note
- 1992 - Nighttown. Blue Note
- 1995 - Medianoche. Warner Bros
- 2000 - London Concert. Fuzzy Music

### ConSteps Ahead
- 1980 - Step by Step. Nippon Columbia
- 1982 - Paradox. NYC Records
- 1983 - Smokin' in the Pit. NYC Records

### ConThe Brecker Brothers
- 1975 - The Brecker Brothers. Arista 1975
- 1976 - Back to Back. Arista
- 1977 - Don't Stop the Music. Arista
- 1980 - Detente. Arista.

### Con Steely Dan
- 1976 - The Royal Scam. ABC
- 1977 - Aja. ABC
- 1980 - Gaucho. MCA

### ConDavid Sanborn
- 1975 - Taking Off. Warner Bros
- 1978 - Heart to Heart. Warner Bros
- 1984 - Straight to the Heart. Warner Bros
- 1987 - A Change of Heart. Warner Bros
- 1995 - Pearls. Warner Bros

### ConBob Mintzer
- 1985 - Incredible Journey. DMP
- 1986 - Camouflage. DMP
- 1989 - Urban Contours. DMP
- 1996 - Big Band Trane. DMP

### ConManhattan Transfer
- 1975 - Manhattan Transfer. Atlantic
- 1978 - Pastiche. Rhino
- 1992 - Down in Birdland. Rhino

### ConGato Barbieri
- 1976 - Caliente. A&M
- 1977 - Ruby Ruby. A&M
- 1979 - Fire & Passion. A&M

### ConJames Taylor
- 1974 - Walking Man. Columbia.
- 1979 - Flag. Columbia
- 1981 - Dad loves his Work. Columbia.
- 1985 - That's why I'm here. Columbia